# Castanopsis rhamnifolia
Castanopsis rhamnifolia är ett träd som tillhör bokväxterna och som beskrevs av Friedrich Anton Wilhelm Miquel, och fick sitt nu gällande namn av A.Dc. Arten ingår i släktet Castanopsis och familjen Fagaceae. Trädet förekommer från Myanmar till Sumatera, i Thailand, Malaysia, Singapore och Indonesien, och inga underarter finns beskrivna.

## Utseende
Bokens blad är avlånga, elliptiska och ovala och bladkanten är hel. Fruktkopparna (cupulae) är täckta med enkla taggar, max fyra centimeter i diameter, vanligtvis 2,5 till 4 centimeter. Fruktkopparna växer individuellt.
Blomningstiden är från mars till oktober, och frukterna mognar från januari till juli.

## Ekologi
Den förekommer i vintergröna låglandsskogar och tillsammans med tall-, ek- och arter av släktet Dipterocarpus på 100 till 800 meter över havet.